# Fünfter Koalitionskrieg
Sacile – Teugn-Hausen – Weichselfeldzug – Raszyn – Abensberg – Landshut – Eggmühl – Regensburg – Neumarkt – Ebelsberg – Piave – Aspern – Sankt Michael – Stralsund – Bergisel – Raab/Győr – Graz – Wagram – Korneuburg – Stockerau – Gefrees – Hollabrunn (Schöngrabern) – Znaim – Walcheren – Schlacht an der Baskischen Reede
Der Fünfte Koalitionskrieg oder auch Österreichisch-Französische Krieg von 1809 bezeichnet die Auseinandersetzung zwischen dem von Großbritannien unterstützten Österreich und dem Kaiserreich Frankreich mit seinen Verbündeten im Rheinbund. Österreich begann den Krieg in der Hoffnung, dass Napoleon durch den Aufstand in Spanien festgehalten würde. Dies erwies sich als Fehleinschätzung. Zwar konnte Erzherzog Karl Napoleon in der Schlacht bei Aspern besiegen, aber in der Schlacht bei Wagram erlitt er eine entscheidende Niederlage. Im Frieden von Schönbrunn musste das Land territoriale Verluste hinnehmen und wurde stark geschwächt. Politisch war Österreich in der Folge zur Anpassung an Frankreich gezwungen, ehe es sich 1813 der antinapoleonischen Koalition in den Befreiungskriegen anschloss.

## Vorgeschichte

### Philipp von Stadion und die Kriegspartei

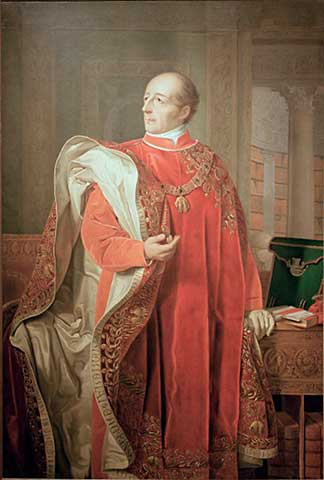
Johann Philipp von Stadion als Ritter im Orden vom Goldenen Vlies

Im Gegensatz zu Preußen mit den preußischen Reformen kam es in Österreich nach der Niederlage von 1805 im Dritten Koalitionskrieg nicht zu einer umfassenden Staatsreform. Mit Johann Philipp von Stadion erlangte ein Anhänger der Kriegspartei den entscheidenden Einfluss auf die Politik. Er war auf Drängen des Erzherzogs Karl nach dem Frieden von Preßburg zum Außenminister ernannt worden. Stadion war eigentlich konservativ und stark in der Tradition des Alten Reiches verwurzelt. Gleichwohl nahm er nationale Parolen in seine Äußerungen auf. Sein Ziel war, in einem neuen Krieg die Niederlage wettzumachen. Er hoffte, dass sich die anderen deutschen Länder bei einem Krieg Österreich anschließen würden. In der Folge sollten die von Napoleon beherrschten deutschen Staaten befreit werden und ein neues Reich auf Basis einer erneuerten ständischen Ordnung geschaffen werden. Stadion wollte den Gegner mit den eigenen Waffen schlagen und setzte auf die „österreichische Nation“, ohne dass klar war, was genau damit gemeint war und wie sich diese zu Deutschland verhielt. Dennoch haben viele Stadions Äußerungen so aufgefasst, dass Österreich als Speerspitze der deutschen Nation gegen Napoleon auftreten sollte. Publizistisch unterstützt wurde Stadion insbesondere durch Friedrich Gentz. Dieser war zeitweise in der Staatskanzlei angestellt und blieb auch nach dem Krieg ein Propagandist für einen Befreiungskampf gegen Napoleon. Ein weiterer wichtiger Mitarbeiter Stadions war sein Bruder Friedrich Lothar von Stadion.

### Politik der Anpassung und Heeresreform

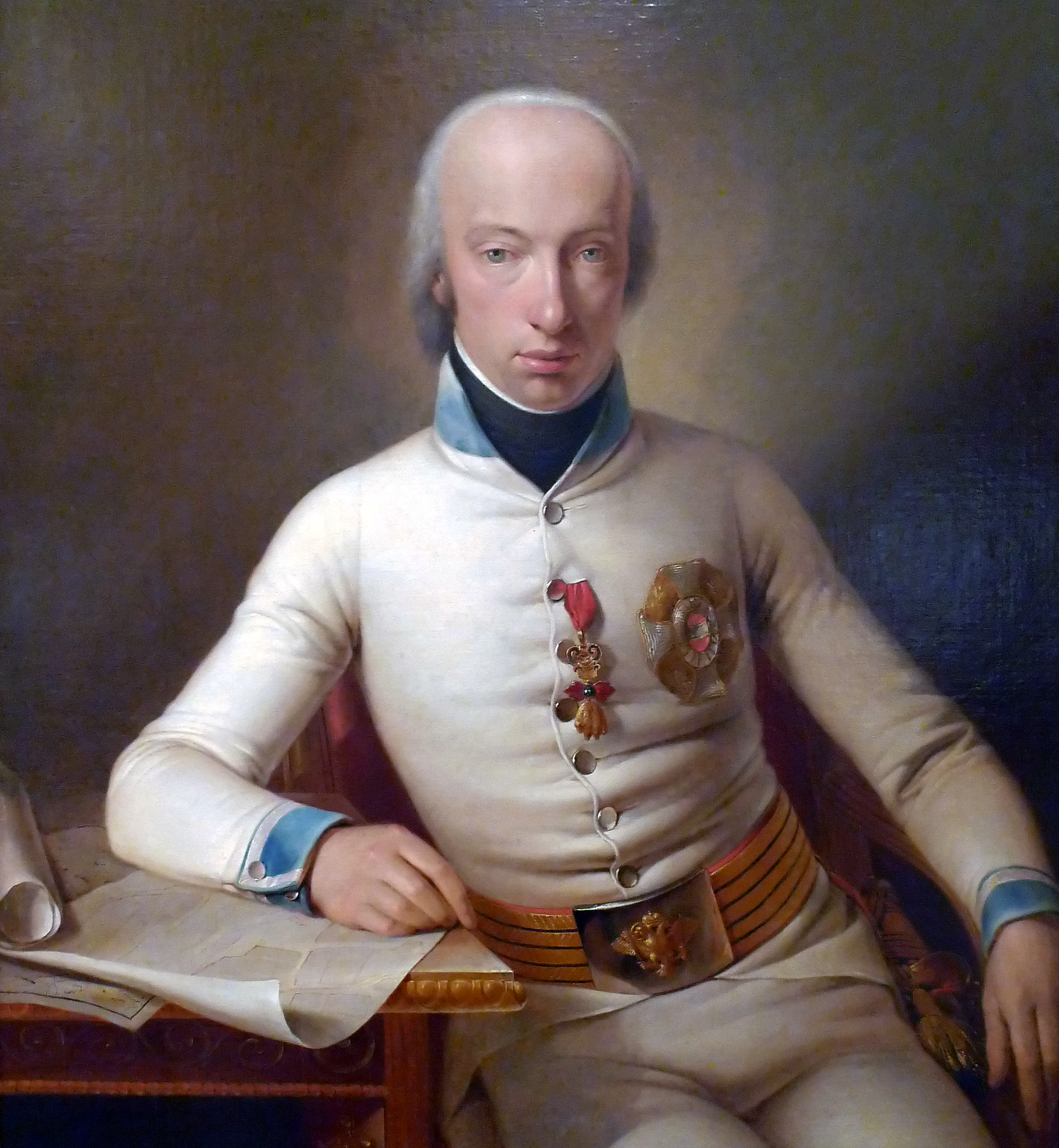
Karl von Österreich-Teschen (Porträt von Johann Baptist Seele, 1800, HGM)

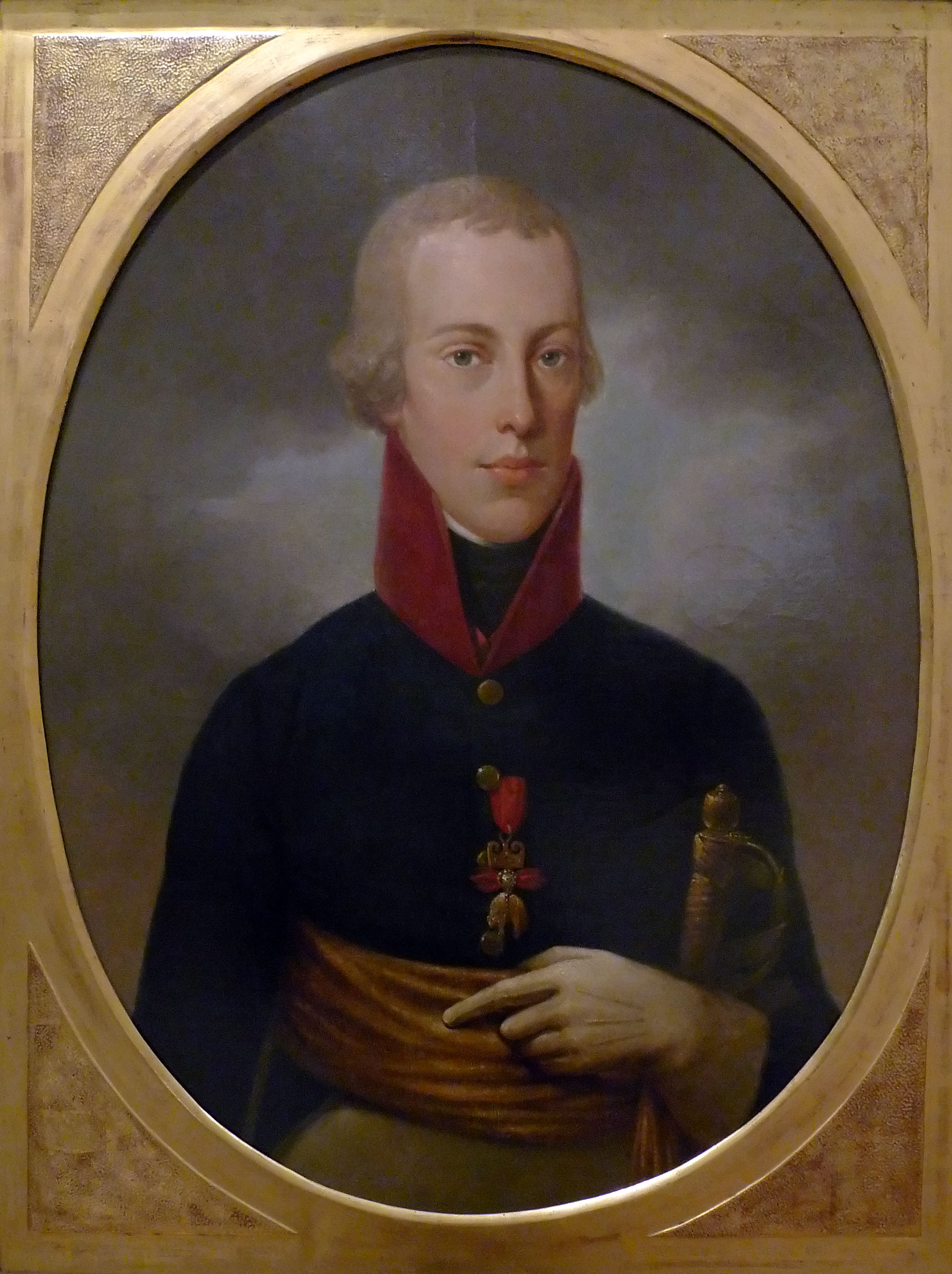
Johann um 1805 im Alter von etwa 18 Jahren (Heeresgeschichtliches Museum).

Angesichts der französischen Übermacht sah sich Stadion zunächst zu einer Politik der Anpassung gezwungen. Er beschloss, der Reform der Armee und der Aufrüstung oberste Priorität einzuräumen. Diese Aufgabe übernahm vor allem Erzherzog Karl. Daneben wurden alle anderen Reformbemühungen zurückgestellt. Diese hatten ohnehin nicht die Tiefe und den Umfang wie die Reformen in den Rheinbundstaaten oder die preußischen Reformen.
Zur Heeresreform gehörte unter anderem seit 1806 die Aufstellung einer Landwehr auf provinzialer Grundlage. Erzherzog Johann propagierte den nationalen Gedanken und wurde Organisator der Landwehr. Allerdings war der Erfolg der Landwehr nicht in allen Teilen des Reiches gleich. Die Polen in Galizien galten als franzosenfreundlich. Die Reaktion in Böhmen war verhalten und der ungarische Reichsteil lehnte die Landwehr völlig ab. Diese spielte daher vor allem in den deutschsprachigen Teilen des Reiches eine Rolle. Auch im Militär gab es erhebliche Vorbehalte. Dennoch hatte Österreich mit der Landwehr noch vor Preußen faktisch die allgemeine Wehrpflicht eingeführt.
Die Armeereform und die neue Landwehr führten dazu, dass der Regierung zu Beginn des Jahres 1809 eine potentiell starke Armee aus Verteidigungskräften und Feldtruppen zur Verfügung stand. Allerdings begann der Krieg, bevor diese Moblisierungsmöglichkeiten auch praktisch vollständig zur Verfügung standen. Die österreichischen Truppen bestanden bei Kriegsbeginn aus der Feldarmee von 300.000 Mann. Verfügbar waren noch 136.000 Reservetruppen. Hinzu kamen 20.000 von Ungarn bewilligte Rekruten. An Landwehr und der ungarischen Insurrektion waren etwa 300.000 Mann verfügbar.

### Entschluss zum Krieg
Auf der diplomatischen Bühne bemühte sich die Regierung um ein Bündnis mit Großbritannien, Preußen und Russland. Allerdings sah sich Stadion gezwungen, frühzeitig und ohne ein breites Bündnis loszuschlagen. Dabei spielte eine Rolle, dass die Staatsfinanzen Österreichs nach den Kriegen der letzten Jahrzehnte und durch die verstärkte Rüstungspolitik vor dem Bankrott standen. Dies zwang zu einem Kriegsbeginn im Jahr 1809. Die Reorganisation der Armee war noch nicht abgeschlossen. Die neuen Landwehreinheiten waren schlecht ausgebildet und unzureichend bewaffnet. Die möglichen Verbündeten zeigten wenig Neigung, Österreich effektiv beizustehen. Ein Plan, in Norddeutschland einen antinapoleonischen Aufstand zu entfesseln, wurde in Frankreich bekannt und Napoleon erzwang die Entlassung des Freiherrn vom Stein. Damit war die preußische Kriegspartei geschwächt und Friedrich Wilhelm III. hielt an der Neutralitätspolitik fest.
Die Voraussetzungen für einen erfolgreichen Krieg beruhten auf der Hoffnung, dass Napoleon und seine Truppen in Spanien gebunden seien. Man hoffte in Österreich auch auf eine innerfranzösische Opposition gegen Napoleon. Eine Chance bestand dann, wenn es gelang, möglichst rasch die französischen Truppen und die der Rheinbundstaaten in Süddeutschland zu besiegen, ehe Napoleon mit seiner Hauptarmee auf dem Schauplatz erscheinen konnte. Diese Erfolge sollten zu Aufständen gegen Napoleon in den besetzten Gebieten und zum Eintritt anderer Staaten in den Krieg führen.
Der österreichische Botschafter in Paris, Klemens Wenzel Lothar von Metternich, neigte zur Kriegspartei. Diese wurde von der Kaiserin Maria Ludowika und Erzherzog Johann unterstützt. Erzherzog Karl schätzte die militärische Stärke trotz der Reformen dagegen eher skeptisch ein. Im Februar 1809 entschlossen sich die Spitzen der Monarchie zum Krieg. Abgesehen von Großbritannien und Schweden hatte Österreich allerdings keine Verbündeten. Russland hatte sich 1807 im Frieden von Tilsit offiziell und 1808 im Allianzvertrag von Erfurt geheim mit Frankreich verbündet. Letztlich beruhte die politische Lagebeurteilung auf einer völligen Fehleinschätzung der Schwäche Napoleons.

## Verlauf

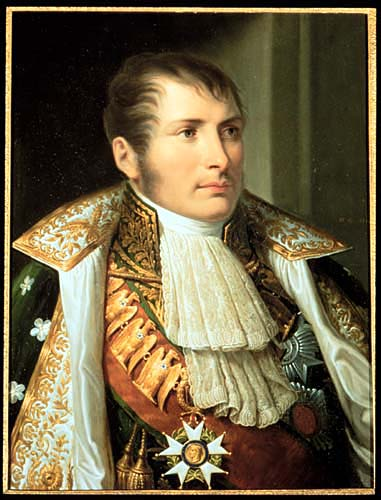
Eugène de Beauharnais, Porträt von Andrea Appiani, 1810

### Hauptkriegsschauplatz

#### Bis zur Einnahme von Wien
Entscheidend war der Krieg auf dem Hauptkriegsschauplatz. Die Österreicher eröffneten den Krieg am 10. April durch einen Angriff auf das mit Frankreich verbündete Bayern. Die österreichische Hauptarmee stand unter dem Oberbefehl von Erzherzog Karl. Diese bestand aus vier Korps und zwei Reservekorps mit insgesamt etwa 126.000 Mann und 382 Geschützen. Die Armee rückte über den Inn vor. Unterstützt werden sollte sie durch weitere Einheiten. Eine Division stand bei Salzburg. Nördlich der Donau standen zwei Korps an der bayerisch-böhmischen Grenze.
Für Napoleon kam der österreichische Angriff rascher als erwartet, auch ging er von einem Vormarsch der Österreicher in Böhmen aus. Daher waren die ersten Anweisungen widersprüchlich. Es kam ihm zugute, dass der österreichische Vormarsch aus verschiedenen Gründen sehr langsam erfolgte. Auch zersplitterte Erzherzog Karl seine Truppen stark.
Bereits am 17. April traf Napoleon auf dem neuen Kriegsschauplatz bei seinen Truppen in Donauwörth ein. Die französische Armee war allerdings nur noch bedingt mit der früherer Kriege zu vergleichen. Ein Großteil der Soldaten war jung und unerfahren. Etwa die Hälfte der Armee bestand aus ausländischen Hilfskontingenten.
Als Napoleon zur Armee stieß, waren drei bayerische Divisionen vor dem Vormarsch des Erzherzogs über die Isar zurückgewichen. Die Franzosen unter Davout mit etwa 63.000 Mann befanden sich bei Regensburg. Weitere 64.000 Mann teilweise aus den Rheinbundstaaten und teilweise aus Frankreich unter Massena standen bei Augsburg. Hinzu kamen weitere kleinere Einheiten.

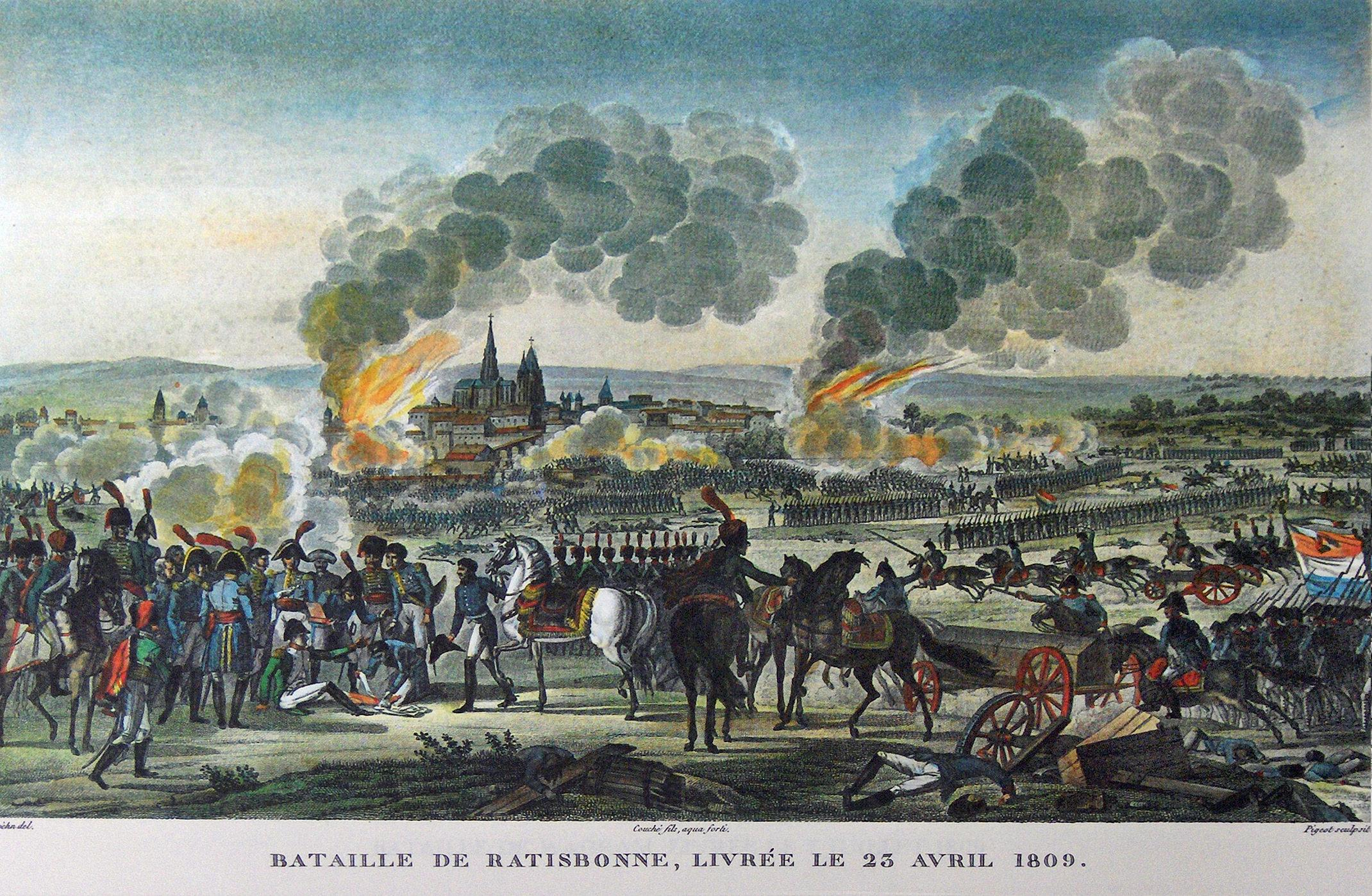
Erstürmung von Regensburg. Versorgung des leicht verletzten Kaisers Napoleon. Lithographie von Antoine Antoine Charles Horace Vernet (1758–1836) und Jacques François Swebach (1769–1823)

Am 16. April erzwang Erzherzog Karl den Übergang über die Isar und beabsichtigte eine Offensive. In der Gegend von Regensburg (→ Schlacht von Regensburg) kam es um den 20. April zu Gefechten mit hohen österreichischen Verlusten. Dazu zählen am 20. die Schlacht von Abensberg und am 22. die Schlacht bei Eggmühl. Die Niederlage der Österreicher hatte mit schlechter Aufklärung, aber auch mit der Langsamkeit der Entscheidungen und Bewegungen zu tun. Napoleon agierte dagegen rasch und umsichtig und setzte seinen Vormarsch zunächst zum unteren Inn fort, wo seine Truppen am 26. April die Stadt Schärding einnahmen.
Die Österreicher fanden sich in der Defensive wieder. Im Gefecht von Ebelsberg am 3. Mai erlitten die Franzosen zwar erhebliche Verluste, aber der Weg nach Wien war frei. Vor den vorrückenden Franzosen verließen Behörden und Hof die Stadt.
Wien wurde am 13. Mai von den Franzosen besetzt. Der Empfang Napoleons durch die Wiener war eisig. Er residierte im Schloss Schönbrunn und verfügte von dort die Annexion des Kirchenstaates.
Die Österreicher hatten vor ihrem Rückzug alle Brücken über die Donau zerstört. Ihre Armee sammelte sich am jenseitigen Ufer des Flusses in einem Lager zwischen Korneuburg und Stammersdorf. Insgesamt waren dort an die 96.000 Mann und 300 Geschütze versammelt. Napoleon sammelte bei Wien etwa 115.000 Mann.

#### Aspern und Wagram

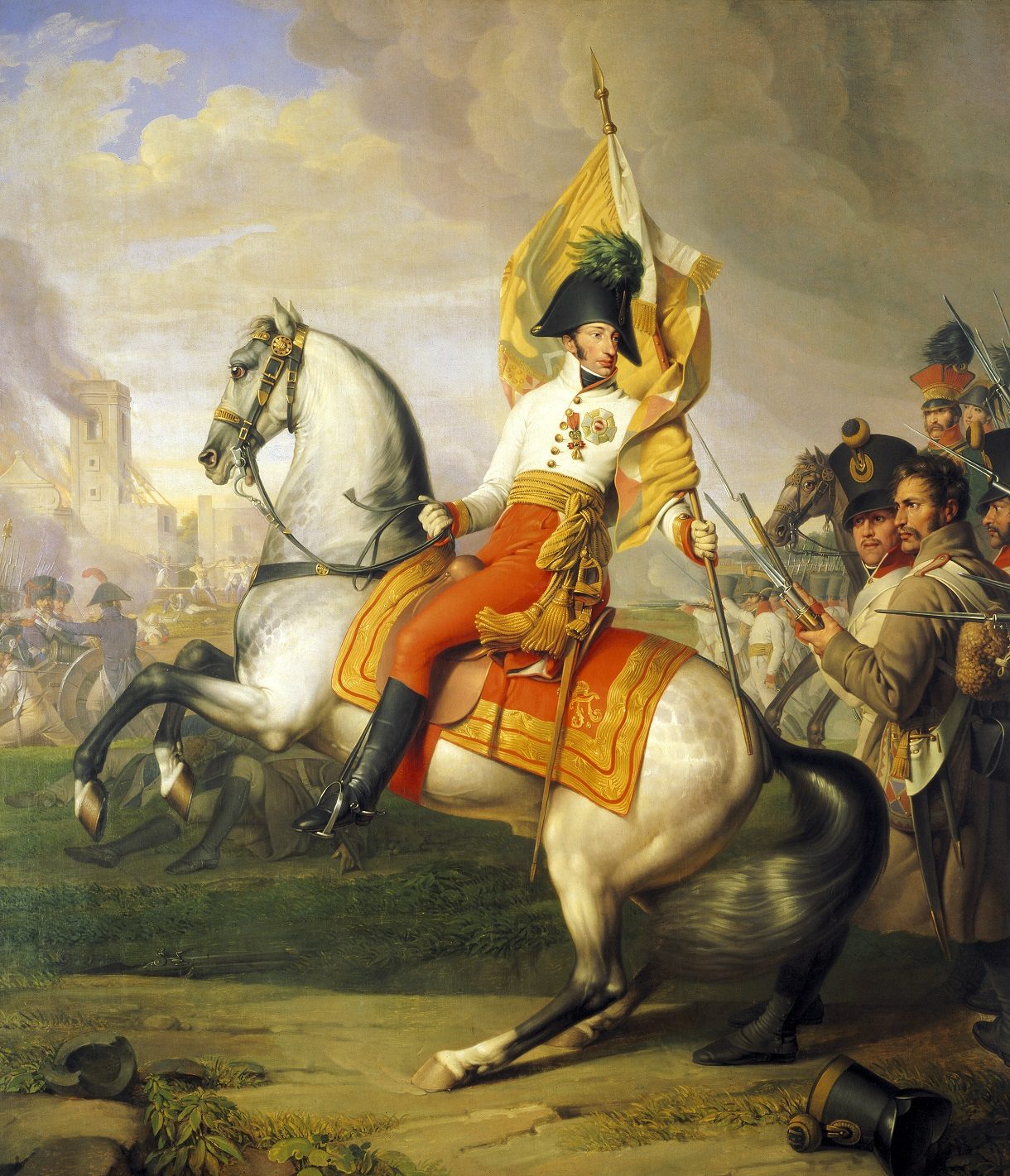
Johann Peter Krafft: Erzherzog Karl von Österreich in der Schlacht bei Aspern (Heeresgeschichtliches Museum Wien)

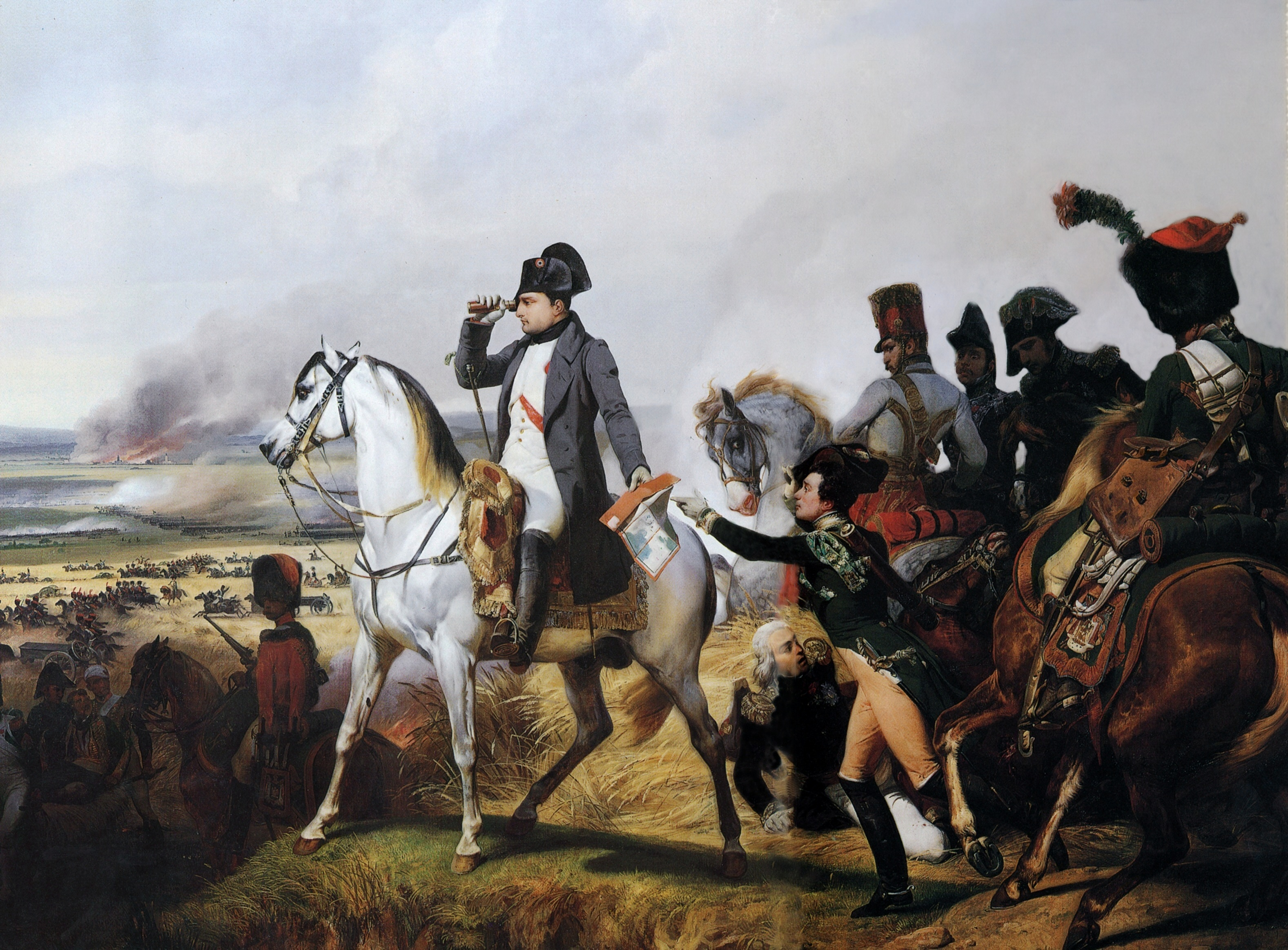
Napoleon während der Schlacht bei Wagram

Napoleon versuchte daraufhin am 21. Mai von der Insel Lobau aus auch das linke Donauufer zu gewinnen. In der Folge kam es zu der Schlacht bei Aspern (21./22. Mai). Dort siegte Erzherzog Karl über Napoleon. Dies war dessen erste Niederlage in einer Feldschlacht. Der Übergang über den Fluss war misslungen.
Die Nachricht verbreitete sich in Europa rasch und auch eine bald einsetzende Gegenpropaganda konnte nicht verhindern, dass der Mythos der Unbesiegbarkeit Napoleons beschädigt war. Der Sieg der Österreicher hatte jedoch keine kriegsentscheidende Bedeutung. Nach der Schlacht lagen sich beide Heere auf beiden Seiten der Donau etwa sechs Wochen gegenüber. Napoleon nutzte die Zeit, um alle möglichen Truppen heranzuführen. Am 4. Juli verfügte er über 188.000 Mann und 396 Geschütze. Deutlich weniger erfolgreich war Erzherzog Karl bei der Verstärkung seiner Truppen. Er befehligte schließlich 136.000 Mann und 446 Geschütze.
Am 5./6. Juli kam es zur Schlacht bei Wagram, bei der Napoleon den Erzherzog entscheidend schlug. Beide Seiten erlitten dabei hohe Verluste. Daraufhin war die österreichische Armee gezwungen, in das südwestliche Mähren auszuweichen. Beim Rückzug kam es zu verschiedenen Kämpfen. Der Kampf bei Znaim am 11. Juli endete mit der Bitte um Waffenstillstand durch Erzherzog Karl.

### Patriotismus und seine Grenzen

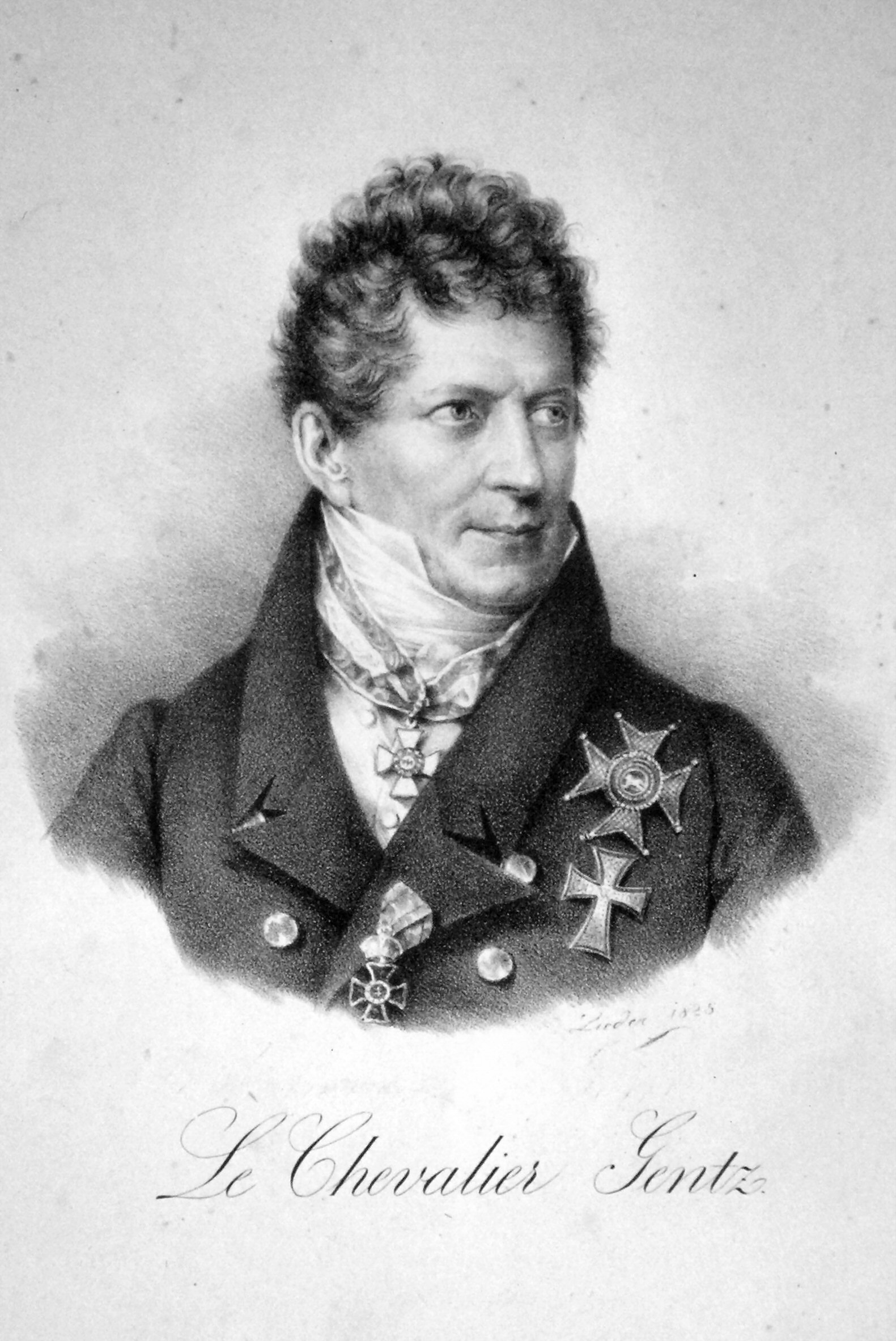
Friedrich von Gentz war ein Propagandist für einen Freiheitskampf gegen Napoleon

Anders als der Krieg von 1805 war dieser Feldzug in der Bevölkerung populär. Über den Machtbereich der Habsburger hinaus entwickelte sich eine patriotische Begeisterung. Dem trug der österreichische Oberbefehlshaber Erzherzog Karl Rechnung. In einem Aufruf ließ er verbreiten: „Nicht bloß für seine Selbständigkeit, sondern für Deutschlands Unabhängigkeit und Nationalehre“ würde Österreich kämpfen.
Insbesondere der österreichische Sieg bei Aspern beflügelte die Hoffnungen innerhalb und außerhalb Österreichs. Kleist widmete Erzherzog Karl als „Überwinder des Unüberwindlichen“ eine Ode. Er, Friedrich Schlegel, Adam Müller von Nitterdorf und andere versuchten die patriotische Stimmung weiter zu steigern.
Die Hoffnungen auf einen allgemeinen Volksaufstand in Deutschland erfüllten sich nicht. Im nördlichen Deutschland kam es nur zu verschiedenen Aktionen, die aber isoliert blieben. Dazu gehörten Ferdinand von Schill, der Dörnberg-Aufstand und der Zug Friedrich Wilhelms von Braunschweig. Diese Bewegungen scheiterten auch daran, dass ihnen, anders als später in den  Befreiungskriegen, ein breiter Rückhalt in der Bevölkerung fehlte.
Anders war es in Tirol. Dort entstand eine breite Aufstandsbewegung um Andreas Hofer gegen die bayerisch-französische Besatzung. Es kam dabei zu mehreren regelrechten Schlachten am Bergisel. Erst im November des Jahres konnte der Aufstand niedergeschlagen werden. Die Hinrichtung Andreas Hofers machte ihn zum Volkshelden. Ähnliche Folgen hatte auch die Hinrichtung Schills.

### Nebenkriegsschauplätze
Kleinere Einheiten der österreichischen Armee unter Feldmarschall Erzherzog Ferdinand Karl und Erzherzog Johann kämpften in Polen und Oberitalien.
Am 15. April rückte Erzherzog Ferdinand Karl mit 32.000 Mann im Herzogtum Warschau ein. Er besiegte die polnischen Truppen unter Poniatowski bei Raszyn, besetzte Warschau und stieß bis Thorn vor. Ihm gelang es aber nicht, auf dem rechten Weichselufer dauerhaft Fuß zu fassen. Gegen die Österreicher kam es zur Volkserhebung. Dadurch gewann Poniatowski wieder Spielraum und marschierte seinerseits in das österreichische Teilgebiet Galizien ein. Daraufhin begann Russland als Scheinverbündeter des Herzogtums unter Vermeidung jeder Kampfhandlung gegen Ferdinand mit der Besetzung Galiziens bis zu einer Demarkationslinie entlang der Weichsel und des Dunajec. Während Erzherzog Ferdinand Karl im Juli zum Hauptkriegsschauplatz Böhmen abzog, besetzten Russen und Polen Krakau.
Erzherzog Johann verfügte über 46.000 Mann. Er überquerte die Alpen und überraschte den Vizekönig Eugène de Beauharnais. Dieser wurde in mehreren Treffen – so in der Schlacht von Sacile – geschlagen und musste hinter die Piave zurückweichen. Allerdings hatten auch die Österreicher hohe Verluste erlitten. Deswegen, aber auch wegen der Witterung und der Straßenverhältnisse, rückten sie nur langsam vor. Das veranlasste Eugéne, zum Gegenangriff überzugehen, er wurde aber Ende April in mehreren Gefechten erneut geschlagen. Erzherzog Johann hatte inzwischen beschlossen, sich zurückzuziehen. Dabei verlor er an der Piave am 8. Mai eine Schlacht. Durch eine Zersplitterung seiner Kräfte und die Rücksendung von Landwehreinheiten geschwächt, kam es am 11. und 12. Mai zu weiteren verlorenen Kämpfen. Die Franzosen eroberten trotz heftiger Gegenwehr die österreichischen Stellungen auf dem Predilpass und bei Malborgeth. Der Erzherzog setzte seinen Rückzug über Klagenfurt und Graz fort. Am 1. Juni erreichte er Körmend im Raab-Tal. Eugéne folgte ihm über Villach, Klagenfurt, Judenburg über den Semmering-Pass nach Wiener Neustadt. Am 13. Juni stießen bei Raab einige ungarische Truppen zu Johann. Eugéne hatte von Napoleon die Aufgabe erhalten, Raab zu erobern und durch die Vertreibung Johanns der französischen Hauptarmee Flanke und Rücken zu sichern. Am 14. Juni kam es dann zu der für Österreich verlorenen Schlacht bei Raab. Johann marschierte von dort nach Preßburg. Raab ging bald darauf in die Hände der Franzosen über. Dadurch hatten diese eine feste Stellung zum Schutz der Hauptarmee gewonnen, Eugéne konnte Napoleons Hauptarmee mit einem Teil seiner Einheiten verstärken. Umgekehrt konnte Erzherzog Johann nicht mehr früh genug vor der Schlacht bei Wagram zum österreichischen Hauptheer stoßen.

## Folgen
In der Folge der Niederlage von Wagram kam es am 12. Juli zum Waffenstillstand von Znaim. Diesen hatte Erzherzog Karl schon vor der Schlacht angeboten, weil ihm klar war, dass weiterer Widerstand sinnlos war. Gegen den Willen seiner Generäle nahm Napoleon das Angebot nach der Schlacht an.
Die Friedensverhandlungen zogen sich in die Länge, weil die Kriegspartei weiter einflussreich blieb. Auch hoffte man auf ein Landungsunternehmen der Briten in den Niederlanden. Die Walcheren-Expedition scheiterte jedoch. Daher kam es am 14. Oktober zum Frieden von Schönbrunn. Die Friedensbedingungen waren für Österreich hart. Es verlor Salzburg, Berchtesgaden und das Innviertel an Bayern. Westgalizien kam zum Herzogtum Warschau. Russland bekam ein Gebiet in Ostgalizien. Das Land verlor auch die dalmatinische Küste und Triest, die als illyrische Provinzen an Frankreich gingen. Damit hatte Österreich keinen direkten Zugang mehr zum Meer. Außerdem hatte es erhebliche Kontributionen zu zahlen und musste die Unterstützung für die Aufständischen in Tirol einstellen. Dem Militär wurden Beschränkungen auferlegt; die Armee durfte nur noch 150.000 Mann umfassen.
Österreich wurde durch den Frieden stark geschwächt, so dass es die napoleonische Hegemonie nicht mehr bedrohen konnte. Immerhin blieb es als zwar geschwächte, aber unabhängige Macht erhalten. Es war allerdings in der Folge zu einer Politik der Anpassung gegenüber Napoleon gezwungen.
Kaiser Franz I. machte die Reformkräfte für die Katastrophe von 1809 verantwortlich. Seine Brüder Karl und Johann verloren ihre herausgehobenen Positionen und Stadion wurde durch Metternich ersetzt. Die Landwehr wurde aufgelöst. Im Jahr 1811 führten die hohen Kriegskosten und die Zahlungen an Frankreich zum faktischen Staatsbankrott.
Metternich war überzeugt davon, dass über kurz oder lang das System Napoleons zusammenbrechen würde. Um das Wohlwollen Napoleons zu erhalten, befürwortete er dessen Heirat mit der Kaisertochter Marie Louise. Tatsächlich zeigte sich, dass Napoleon den Höhepunkt seiner Macht überschritten hatte. Spanien blieb ein Dauerproblem und im deutschsprachigen Raum begann sich ein gegen Napoleon gerichtetes Nationalbewusstsein zu entwickeln. Nach der Niederlage in Russland mündete dies in die Befreiungskriege.